# NGC 278
NGC 278 (ook wel PGC 3051, UGC 528, MCG 8-2-16, ZWG 550.16 lub IRAS00492+4716) is een balkspiraalstelsel in het sterrenbeeld Cassiopeia. NGC 278 staat op ongeveer 16 miljoen lichtjaar van de Aarde. Het is een compact stelsel met een hoge oppervlaktehelderheid en bevat een hoog aantal jonge hete blauwwitte sterren. Vanaf de Aarde gezien bevindt dit stelsel zich op slechts enkele boogminuten ten noordwesten van de variabele ster RV Cassiopeiae, in het zuidelijkste gedeelte van het sterrenbeeld Cassiopeia, op 6 graden ten noorden van Messier 31, het Andromedastelsel.
NGC 278 werd op 11 december 1786 ontdekt door de Duits-Britse astronoom William Herschel.